# Brian the Closer
Brian the Closer é o quarto episódio da décima terceira temporada da série de televisão norte-americana Family Guy, sendo exibido originalmente na noite de 9 de novembro de 2014 pela Fox Broadcasting Company (FOX) nos Estados Unidos.

## Enredo
Brian começa a fazer cirurgias estéticas, levando-o a tornar-se um agente imobiliário. Infelizmente, isso o leva a ter problemas com Quagmire.

## Produção
O episódio foi escrito por Steve Marmel e dirigido por John Holmquist. Conta com três estrelas convidadas: Connie Britton, Yvette Nicole Brown e Nana Visitor.

## Recepção
O episódio foi visto em sua exibição original por 3,63 milhões de telespectadores e recebeu uma quota de 1,8/5 na demográfica 18-49. Apresentou um decréscimo de 1,11 milhões de telespectadores com relação ao episódio anterior, Baking Bad. No seu horário de exibição, foi a atração menos assistida, e a terceira da FOX naquela noite, perdendo para Simpsorama(episódio de The Simpsons) e Brooklyn Nine-Nine.
O Parents Television Council, um crítico frequente da série, nomeou este episódio como o pior show da semana.